# ロックマンMANIAX
『ロックマンMANIAX』（ロックマンマニアックス）は、有賀ヒトシが『コミックボンボン』1997年5月号から1998年3月号に連載した、ロックマンシリーズを題材とした漫画。

## 概要
基本的には作者のエッセイ、もしくはコーナー化された数ページのギャグ漫画で、読者参加型の企画も多い。作者曰く「やってみたかった」とのこと。初期のタイトルは「ロックマン クロニクル」であった。復刊版ロックマンメガミックスに一部が掲載されていたが、2011年7月11日、連載された全作品を含む、未収録の短編や設定資料集などを収録した「ロックマンマニアックス」が発売された。後に復刊ドットコムによって2015年7月24日に上巻（初期作品・4コマ編）、8月31日に下巻（短編・設定&対話編）に分冊、一部加筆した新装版として復刊された。

## 主な内容
ゲストキャラとトーク
作者がロックマンシリーズのキャラと対談。自分のデザインと公式イラストや他の作家が描いたものとの対比などが行われる。

Dr.ワイリーの動物王国
Dr.ワイリーがムツゴロウに扮して動物型の敵キャラを紹介する。ムツゴロウ同様、どんなひどい目にあっても愛のこもった紹介を続ける。

今月の正義
読者からの要望で8大ボスをデューオがおしおきするが、理由は言いがかりに近いものばかり（例：ソードマンに握手を求めた際、ソードマンが誤って剣の方の腕を出してしまったため「人に刃物を向けてはいけません」とお仕置き。フォルテにいたっては見た目だけで「紛れもなく悪」とお仕置きされた）。お仕置きの際は目を光らせ必ず「～はいけませーん!」と叫ぶ。最後のコマには毎回「いい子にしてないとデューオが来るぞ」と書かれていた。

ロックマン8のタイムアタック募集
フォルテがタイムアタックの詳細説明をしたが、ゴスペルに乗って走りながらの解説だったためほとんど聞き取れず、最後のコマに内容が文面で書かれた。

Dr.ライトットの研究室
ライトットが読者からアイデアを募ってロボットを制作。多くの場合ロボットは最後に自爆し、大抵ライト博士が爆発に巻き込まれる（酷い場合は入院するほどで、時には宇宙から目視できるほどの大爆発すらも起こした）。
最終的に「ビックリマン」「シェイクマン」「スイカマン」「テレビマン」「マッサージマン」「ギガ・ライトット」「せんすいかんマン」「セクシーマン」の8体が作られた。
Dr.ライトットの野望、Dr.ライトットの最期
本編のロックマンとDr.ワイリーをそれぞれフォルテとライトットに差し替えたようなパロディ的長編。ロックマンと戦いに来たフォルテに対し、ライトットが「ロックマンと戦いたければ自分の造った8体のロボットを倒してみろ」と挑戦状を叩きつける（ロックマンは拘束されている）。だが実際は「Dr.ライトットの研究室」で開発した8体のロボットを8大ボスに、ライト博士の家をステージに見立てたごっこ遊びである（ステージもただの浴室やキッチンに「◯◯マンステージ」と張り紙しただけ）。どのロボットもあっさり倒され、最後はギガ・ライトットRがバランスを崩して倒れたせいでライト博士の家ごと爆発。ライトットはライト博士に仕置きされ、フォルテは飛ばされた先でデューオに殴り倒された。
この回が掲載された数ヶ月後、実際にフォルテを主人公とした『ロックマン&フォルテ』が発売されている。

インタビュー（1997年8月号の特別版）
ロックマンX4の特集（1997年10月号）
作者が原作キャラと絡みつつX4の見所や感想などを紹介。ダブルが時折真の姿になっては悪態を吐くが、作者が振り向くと仮初めの姿に戻って「なんでもないデシ」とごまかす。最終的に「ゼロでばかりやっている」と発言した作者はダブルにズタボロにされた（ダブル曰く「チョイ役っぽい」扱いだったのが気に入らなかったらしい）。最後にX5の8大ボスを作者が予想したが、その内容にゼロは落ち込み、エックスは泣いた。予想された8大ボスは以下の通り。
- ハシレ・スズメロス - スズメ型レプリロイド
- ジックリ・コッテリ・トンコツスープ - 豚骨ラーメン型レプリロイド
- ビーフ・ストロガノフ - 牛肉型レプリロイド
- フラワー・コギャリーノ - コギャル型レプリロイド
- アサガエリ・オヤジゲス - オヤジ型レプリロイド
- ミルキー・ゾーキーン - 雑巾型レプリロイド
- マナッツ・セミンガー - セミ型レプリロイド
- ツクーネ・クシザーシ - つくね型レプリロイド